# Lindernia dilatata
Lindernia dilatata é uma espécie botânica do gênero Lindernia pertencente à família Linderniaceae.